# SM-veckan 2025 (sommar)
SM-veckan sommar 2025 avgjordes mellan den 24 och 29 juni 2025 i Norrköping. Det var den 14:e sommarupplagan av SM-veckan. 

## Idrotter
Följande idrotter var representerade under SM-veckan 2025 (sommar).

- Aquabike
- Bangolf
- Beachvolleyboll
- Boule (precisionsskytte)
- Bowling (3-manna)
- Bågskytte (mixed recurve)
- Cykel
- Danssport
- Frisbee allround
- Funktionell fitness
- Kanotpolo
- Motocross (sprint)
- Mountainbike (XCE)
- Parabordtennis
- Paracykel
- Parkour
- Rallysprint
- Rodd
- Rullskidor
- Simning
- Skyttesport (compak sporting)
- Speedway
- Streetbasket 3x3
- Tricking

## Medaljörer

### Aquabike
| Tävling          | Guld                                 | Silver                              | Brons                                |
| ---------------- | ------------------------------------ | ----------------------------------- | ------------------------------------ |
| Jetski GP1       | Emma-Nellie Örtendahl Orust JK       | Eric Jakobsson Kumla Aquqbike Klubb | Felix Helgeson Lidköpings MCK        |
| Jetski GP3       | Albin Oskarsson Kumla Aquqbike Klubb | Maja Johansson Orust JK             | Pyret Persson Gävle Jet Racing Club  |
| Vattenskoter GP1 | Samuel Johansson Orust JK            | Linus Lindberg Orust JK             | Kalle Hellström Orust JK             |
| Vattenskoter GP4 | Erik Persson Orust JK                | Christian Cagnard Orust JK          | Emil Johansson Gävle Jet Racing Club |

### Bangolf
| Tävling        | Guld                            | Silver                            | Brons                           |
| -------------- | ------------------------------- | --------------------------------- | ------------------------------- |
| Slagspel Dam   | Carolin Svensson Tyresö BGK     | Rebecka Johansson Skoghalls BGK   | Angelica Edfeldt Sundsvalls BGK |
| Slagspel Herr  | Mattias Hägglöf Sundbybergs BGK | Sebastian Koponen Sundbybergs BGK | Kevin Sundström Sundbybergs BGK |
| Matchspel Open | Kevin Sundström Sundbybergs BGK | Roger Svensson Tyresö BGK         | Patrik Eliasson Tyresö BGK      |

### Beachvolleyboll
| Tävling | Guld | Silver                                                                                        | Brons |
| ------- | --- | --------------------------------------------------------------------------------------------- | --- |
| Dam     | Göteborg BCHulda Rudberg Kaisa Wallin Sara Malmström Selma Robinson Ellen Lindqvist                                          | The BeachLinda Ericsson Sanna Thurin Sara Cavretti Sofia Russo Sofia Wahlén Tina Thurin       | Kronan VBKEmilia Saxne Sanna Madestam Martha Edlund Malin Hallin Astrid WaldhThe Beach 2Emilia Berg Emmelie Viklund Filippa Hansson Joanna Saber Katarina Anfelt Lina Russo                      |
| Herr    | Slow Down BeachvolleyklubbLinus Isaksson Theodor Grahn Teddie Almblad Engvall Fabian Isaksson Axel Bondesson Vincent Sundell | Göteborg BCAlexander Annerstedt Erik Bylund Jakob Tegenrot Martin Appelgren Stefan Andreasson | The BeachFabian Ramen Markus Ohlsson Rasmus Bodén Manne Norman Alfred Mjörnheim Mårten NormanSollentuna VKJakob Molin Gustav Molin Bruno Fridström Leonel Penela Alexander Ståhle Oliver Saxlund |

### Boule
| Tävling | Guld                                             | Silver                                         | Brons                                                                                 |
| ------- | ------------------------------------------------ | ---------------------------------------------- | ------------------------------------------------------------------------------------- |
| Dam     | Helene Palovaara Di Tella Sibirien Club Petanque | Helene Rosenholm Sundsvalls Bouleklubb         | Cecilia Holm Coccinelle Petanque ClubFelicia Hansen Grip Carl XIV Johan Petanque Club |
| Open    | Sten Alstander La Boule d'Or                     | Mikael Gustafsson Carl XIV Johan Petanque Club | Ali Forss Maria Petanque ClubHåkan Jonsson Sundsvalls Bouleklubb                      |

### Bowling
| Tävling | Guld                                                                                    | Silver                                                                 | Brons                                                                             |
| ------- | --------------------------------------------------------------------------------------- | ---------------------------------------------------------------------- | --------------------------------------------------------------------------------- |
| Dam     | Team X-Calibur BKAlida Molander Hanna Engberg Josefin Hermansson Victoria Johansson     | B-K EvaAnneli Blomqvist Cecilia Solén Erika Svensson Lena Sulkanen     | BK HallandiaCamilla Andersson Linnéa Andersson Sandra Granfeldt Yvonne Martinsson |
| Herr    | Team Clan Nässjö BKCarl-Oskar Palmér Jesper Runbom Johannes Tigerstrand Peter Hellström | Bodens BSAdam Andersson Axel Simonsson Emil Holmberg Philip Strandgren | BK KaskadFelix Bergman Rasmus Samuelsson Robin Hultsten Teodor Samuelsson         |

### Bågskytte
| Tävling   | Guld                                   | Silver                                            | Brons                                    |
| --------- | -------------------------------------- | ------------------------------------------------- | ---------------------------------------- |
| Mixed lag | Linköpings SKFKelea Quinn Elias Olsson | Sundsvall-Ortviken BKIngrid Asplund Robin Hansson | Stockholms BKErika Jangnäs Per Bengtsson |

### Cykel
| Tävling          | Guld                       | Silver                               | Brons                                  |
| ---------------- | -------------------------- | ------------------------------------ | -------------------------------------- |
| Kortdistans Dam  | Clara Lundmark Norbergs CK | Therese Fjordäng Örebrocyklisterna   | Julia Borgström CK Ringen              |
| Kortdistans Herr | Hugo Forsell CK Hymer      | Carl Kagevi Lucky Sport Cycling Club | Viktor Lychou Lucky Sport Cycling Club |

### Danssport
| Tävling                                        | Guld                                                    | Silver                                                               | Brons                                                |
| ---------------------------------------------- | ------------------------------------------------------- | -------------------------------------------------------------------- | ---------------------------------------------------- |
| British Freestyle Solo                         | Moa Nilsson Independance Danssportklubb                 | Moa Öberg Independance Danssportklubb                                | Arwen Ljungström Grek Independance Danssportklubb    |
| Disco Solo                                     | Adan Wickberg Independance Danssportklubb               | Lisa Jahnstedt Independance Danssportklubb                           | Maria Ryman Independance Danssportklubb              |
| Slowdance Solo                                 | Adan Wickberg Independance Danssportklubb               | Natalie Forsberg Art Dance Falköping                                 | Moa Nilsson Independance Danssportklubb              |
| Disco Duo                                      | Independance DanssportklubbAdan Wickberg Maria Ryman    | Dansverkstan TidaholmIsolde Lennéer Vera Fredriksson                 | Karlskoga DansCenterJulia Ek Tilda Eriksson          |
| Performing Arts Show Solo                      | Adan Wickberg Independance Danssportklubb               | Lisa Jahnstedt Independance Danssportklubb                           | Natalie Forsberg Art Dance Falköping                 |
| Performing Arts Show Small Team                | Art Stars, Art Dance Falköping                          | DanceRoyals, Ulricehmans Dansförening                                | POSE, Mevalin IF                                     |
| Performing Arts Show Big Team                  | Art Stars, Art Dance Falköping                          | POWER, Mevalin IF                                                    | DanceRoyals, Ulricehmans Dansförening                |
| Performing Arts Modern/Lyrical Jazz Solo       | Lina Saito Helander Art Dance Falköping                 | Adan Wickberg Independance Danssportklubb                            | Natalie Forsberg Art Dance Falköping                 |
| Performing Arts Jazz Up tempo Solo             | Adan Wickberg Independance Danssportklubb               | Natalie Forsberg Art Dance Falköping                                 | Indra Ferm Artistic Dancers Vi Unga i Karlsborg      |
| Performing Arts Jazz Up tempo Duo              | Art Dance FalköpingLina Saito Helander Natalie Forsberg | Artistic Dancers Vi Unga i KarlsborgSmilla Skogfält Tindra Jakobsson | Ulricehmans DansföreningAlva Petersmo Molly Elofsson |
| Performing Arts Jazz Up tempo Small Team       | Art Stars, Art Dance Falköping                          | POSE, Mevalin IF                                                     | DanceRoyals, Ulricehmans Dansförening                |
| Performing Arts Jazz Up tempo Big Team         | Art Stars, Art Dance Falköping                          | DanceRoyals, Ulricehmans Dansförening                                | The Skyfall, Karlskoga DansCenter                    |
| Performing Arts Modern/Lyrical Jazz Duo        | Art Dance FalköpingEngla Westerling Lina Saito Helander | Artistic Dancers Vi Unga i KarlsborgLova Eriksson Smilla Skogfält    | Art Dance FalköpingElla Stridh Hanna Leijon          |
| Performing Arts Modern/Lyrical Jazz Small Team | Art Stars, Art Dance Falköping                          | United, Independance Danssportklubb                                  | Skylimit, Karlskoga DansCenter                       |
| Performing Arts Modern/Lyrical Jazz Big Team   | Art Stars, Art Dance Falköping                          | Dance Royals, Ulricehmans Dansförening                               | POWER, Mevalin IF                                    |
| Standard Par                                   | Alemana DKAxel Jehrlander Filippa Strand                | Gothenburg Elite DanceAdam Mamrák Emilia Usselman                    | Alemana DKSimon Lithner Claudia Honkanen             |
| Latin Par                                      | Alemana DKAxel Jehrlander Filippa Strand                | Gothenburg Elite DanceIgor Krepkiy Klarisa Nord                      | Gothenburg Elite DanceAdam Mamrák Emilia Usselman    |
| Standard Solo                                  | Alexandra Ma Mölndals DK                                | Lilly Arkling Alemana DK                                             | Ingrid Laurén DK Magik                               |
| Latin Solo                                     | Alexandra Ma Mölndals DK                                | Wilma Rehnström HD Danssportklubb                                    | Ida Liljeäng Gothenburg Elite Dance                  |

### Frisbee allround
| Tävling        | Guld                                              | Silver                                          | Brons                                                                                          |
| -------------- | ------------------------------------------------- | ----------------------------------------------- | ---------------------------------------------------------------------------------------------- |
| Precision Dam  | Niloofar Mosavar Rahmani KFUM Norrköping          | Anneli André IK Ymer                            | Gohar Mossavarrahmani KFUM Norrköping                                                          |
| Precision Open | Jonas Bengtsson Södertörns FF                     | Tomas Burvall Bollnäs FDC                       | Anton Kappling Linköpings Unika Frisbeesällskap                                                |
| Discgolf Dam   | Niloofar Mosavar Rahmani KFUM Norrköping          | Gohar Mossavarrahmani KFUM Norrköping           | Anneli André IK Ymer                                                                           |
| Discgolf Herr  | Richard Kappling Linköpings Unika Frisbeesällskap | Jonas Bengtsson Södertörns FK                   | Edvin Almqvist Linköpings Unika FrisbeesällskapAnton Kappling Linköpings Unika Frisbeesällskap |
| Distance Herr  | Edvin Almqvist Linköpings Unika Frisbeesällskap   | Jakob Eklund Spinndisc FK                       | Stefan Karlsson Linköpings Unika Frisbeesällskap                                               |
| Distance Dam   | Niloofar Mosavar Rahmani KFUM Norrköping          | Anneli André IK Ymer                            | Frida Kilby KFUM Norrköping                                                                    |
| Discathon Dam  | Frida Kilby KFUM Norrköping                       | Niloofar Mosavar Rahmani KFUM Norrköping        | Anneli André IK Ymer                                                                           |
| Discathon Herr | Tomas Burvall Bollnäs FDC                         | Edvin Almqvist Linköpings Unika Frisbeesällskap | Thomas Palmer Linköpings Unika Frisbeesällskap                                                 |
| SCF Open       | Edvin Almqvist Linköpings Unika Frisbeesällskap   | Anton Kappling Linköpings Unika Frisbeesällskap | Anders Johnsson Linköpings Unika Frisbeesällskap                                               |
| SCF Dam        | Frida Kilby KFUM Norrköping                       | Niloofar Mosavar Rahmani KFUM Norrköping        | Anneli André IK Ymer                                                                           |
| Overall Open   | Anton Kappling Linköpings Unika Frisbeesällskap   | Edvin Almqvist Linköpings Unika Frisbeesällskap | Thomas Palmer Linköpings Unika Frisbeesällskap                                                 |
| Overall Dam    | Niloofar Mosavar Rahmani KFUM Norrköping          | Anneli André IK Ymer                            | Frida Kilby KFUM Norrköping                                                                    |

### Funktionell fitness
| Tävling | Guld                            | Silver                                        | Brons                              |
| ------- | ------------------------------- | --------------------------------------------- | ---------------------------------- |
| Dam     | Elvira Ek Garaget AK            | Camilla Salomonsson Hellman Styrka Täby       | Ella Wunger Styrka 3F              |
| Herr    | Christian Hartman Vagnhallen SK | Alexander Elebro Föreningen Funktionell Fysik | Philip Lundqvist Nordic Atletklubb |

### Kanotpolo
| Tävling | Guld          | Silver        | Brons      |
| ------- | ------------- | ------------- | ---------- |
| Dam     | Skellefteå KK | Linköping KK  | Isbrytarna |
| Herr    | Linköping KK  | Skellefteå KK | Isbrytarna |

### Motocross
| Tävling | Guld                         | Silver                    | Brons                           |
| ------- | ---------------------------- | ------------------------- | ------------------------------- |
| Dam     | Matilda Huss Göta MS         | Natalie Kane Degerfors MK | Tyra Bäckström SMK Kungsör      |
| Open    | Alvin Östlund Woxnadalens MK | Danne Karlsson Göta MS    | Albin Gerhardsson Hallsbergs MK |

### Mountainbike XCE
| Tävling | Guld                               | Silver                       | Brons                        |
| ------- | ---------------------------------- | ---------------------------- | ---------------------------- |
| Dam     | Elin Ålsjö Länna Sport CK          | Alva Felldin Västerås CK     | Filippa Åberg IKHP Huskvarna |
| Herr    | Noel Olsson Kia Merida Racing Team | Andreas Dahlgren Borlänge CK | Axel Lindh Örebrocyklisterna |

### Parabordtennis
| Tävling              | Guld                                            | Silver                                                    | Brons |
| -------------------- | ----------------------------------------------- | --------------------------------------------------------- | --- |
| Para R2-3            | Alexander Öhgren Västers BTK                    | Leo Ryding Dagsbergs IF                                   | Niclas Rodhborn Hammarby IFJohn Jörholt IFAH |
| Para S6              | Michael Azulay Mölndals BTK                     | Benjamin Sigmund FIFH Malmö                               | Wiggo Täck Linköpings ParasportföreningEric Bjälnes Linköpings Parasportförening                                                                    |
| Para S8              | Emil Andersson Västers BTK                      | Niklas Westerberg Idrottsförening för alla Eskilstuna     | Felix Hernborg Lekstorps IFAxel Jensen Wallin Askims BTK                                                                                            |
| Para I11             | Tobias Hansson Västers BTK                      | Nicholas Eriksson Söderhmans UIF                          | Erik Prusakiewicz Boo KFUMOskar Tuvesson Västers BTK                                                                                                |
| Para S9-10           | Daniel Gustafsson Västers BTK                   | Einar Sahle Möldals BTK                                   | Olle Johnsson Schön IFK Österåkers BTKDominic Kramberger FIFH Malmö                                                                                 |
| Para S6-10 Dam       | Anja Händén Halmstads BTK                       | Smilla Sand FIFH Malmö                                    | Jeanette Björndahl Rudalens IFCajsa Stadler Rudalens IF                                                                                             |
| Para Lag             | Västers BTKDaniel Gustafsson Emil Andersson     | Mölndals BTKEinar Sahle Michael Azulay                    | FIFH MalmöDavid Olsson Peter Molander Dominic KrambergerSöderhamns UIF Sam Gustafsson Nicholas Eriksson                                             |
| Para Dubbel stående  | Västers BTKEmil Andersson Daniel Gustafsson     | Kungälvs BTK/Mölndals BTKJonas Hansson Einar Sahle        | FIFH Malmö/Idrottsföreningen För Alla EskilstunaDominic Kramberger Nicklas WesterbergKungsbacka BTK/Söderhamns UIFStyrbjörn Ekengren Sam Gustafsson |
| Para Dubbel rullstol | Västerås BTK/FIFH MalmöIsak Nyholm David Olsson | Höga Kusten AIF/Hammarby IFMagnus Norgren Niclas Rodhborn | Västers BTK/Dagsbergs IFMalva Fahlén Leo RydingIFAHJohn Jörholt Joakim Kässlin                                                                      |

### Paracykel
| Tävling   | Guld                                        | Silver                                        | Brons                               |
| --------- | ------------------------------------------- | --------------------------------------------- | ----------------------------------- |
| Handcykel | Golf Yos-Anan Dansk Håndcykelklub (Danmark) | Stephan Laukamp Dansk Håndcykelklub (Danmark) | Eje Grennborg Jönköpings Cykelklubb |
| Racer     | Emma Wickman 58&fam Cycling Club            | Catharina Rutgersson CK Sundet                | Anre Nõmme Estland                  |

### Parkour
| Tävling   | Guld                         | Silver                          | Brons                          |
| --------- | ---------------------------- | ------------------------------- | ------------------------------ |
| Freestyle | Elis Torhall xFlow Jönköping | Oliwer Johansson FRS Kungsbacka | Joel Vaissi Malmö Parkourklubb |

### Rallysprint
| Tävling | Guld                   | Silver                     | Brons                       |
| ------- | ---------------------- | -------------------------- | --------------------------- |
| 2WD     | Johan Wesslén MK Tierp | Patrik Dybeck SMK Gävle    | Gustav Jansson Rasbo MK     |
| 4WD     | Pontus Tideman SMK Eda | Patrik Hallberg Haninge MK | Kalle Gustafsson Haninge MK |

### Rodd
| Tävling | Guld                                               | Silver                                          | Brons                                               |
| ------- | -------------------------------------------------- | ----------------------------------------------- | --------------------------------------------------- |
| 1X Dam  | Sofie Blahova Akademiska roddföreningen            | Nina Jutterström Sollerö IF                     | Paula Heinen Malmö Roddklubb                        |
| 1X Herr | Dennis Gustavsson Höganäs Roddförening             | William Källström Okdahl Mölndals Roddklubb     | Eskil Borgh Stockholms Roddförening                 |
| 2X Dam  | Akademiska roddföreningenSofie Blahova Emma Tumová | Sollerö IFJohanna Sahr Throgen Nina Jutterström | Öresjö SSMaja Tillsten Vera Rehnström               |
| 2X Herr | Kungälvs RoddklubbEric Ehrenberger Nils Hugosson   | Akademiska roddföreningenOscar Bröte Erik Bröte | Hammarby IF RoddföreningJohan Södertström Nik Pivac |
| 2X Mix  | Sollerö IFIsak Birkeholme Nina Jutterström         | Öresjö SSEmil Hallgren Maja Tillsten            | Stockholms RoddföreningNiamh Doogan Eskil Borgh     |

### Rullskidor
| Tävling       | Guld                          | Silver                         | Brons                         |
| ------------- | ----------------------------- | ------------------------------ | ----------------------------- |
| Sprint Dam    | Moa Hansson Falun Borlänge SK | Johanna Holmberg Östersunds SK | Evelina Crüsell Skellefteå SK |
| Sprint Herr   | Johan Ekberg IFK Mora SK      | Anton Grahn IFK Mora SK        | Karl-Johan Westberg Borås SK  |
| Masstart Dam  | Moa Hansson Falun Borlänge SK | Ebba Stenman IFK Umeå          | Evelina Crüsell Skellefteå SK |
| Masstart Herr | Calle Halfvarsson IFK Mora SK | Johan Ekberg IFK Mora SK       | Anton Grahn IFK Mora SK       |

### Simning
Se Svenska mästerskapen i långbanesimning 2025

### Skyttesport
| Tävling     | Guld                                              | Silver                                        | Brons                                        |
| ----------- | ------------------------------------------------- | --------------------------------------------- | -------------------------------------------- |
| Compak Dam  | Anna Jarnald Föreningen Jaktskyttarna Trollhättan | Rebecka Bergkvist Svegeråsens Jaktskytteklubb | Cornelia Henberg Svegeråsens Jaktskytteklubb |
| Compak Open | Jakob Gustavsson Brösarps Jaktskytteklubb         | Anton Stålberg Rosersbergs Sportskytteklubb   | Markus Larsson Nimrod Jakt och SSF           |

### Speedway
Inställd på grund av regn

### Streetbasket 3x3
| Tävling  | Guld          | Silver         | Brons        |
| -------- | ------------- | -------------- | ------------ |
| Rullstol | GnB           | Thors Delfiner | Nacka HI     |
| Dam      | GnB           | Krydd BK       | Centrala OGs |
| Herr     | Stockholm 3x3 | Smartwork      | Nocco        |

### Tricking
| Tävling  | Guld                                             | Silver                                      | Brons                                 |
| -------- | ------------------------------------------------ | ------------------------------------------- | ------------------------------------- |
| Tricking | Tecoyah Wu Gotlands Trampolin och Tricking Klubb | Måns Rudfeldt Street Mentality Parkourklubb | Alexander Bendiksen Skommar GF Gymnos |